# Mora Moravia
MORA MORAVIA, s.r.o. je moravský výrobce kuchyňských spotřebičů. Společnost s ručením omezeným navázala na historii akciové společnosti Homboker und Marienthaler Eisenwaren-Industrie und Handels-Aktien-Gesellschaft „Moravia” in Olmütz (česky Hlubočecká a Marientálská akciová společnost pro průmysl a obchod se železným zbožím „Moravia” v Olomouci), která byla založena v roce 1870. Na parcelách bývalé železárny Josefa Zwierziny vybudoval Ignaz Carl Machanek, německý obchodník železářství z Olomouce, postupně úspěšnou akciovou společnost, která vyvážela své železářské a plechové zboží nejen do evropských ale i zámořských států. Společnost se zaměřovala hlavně na výrobu hřebíků (tehdy v tomto oboru největší společnost v monarchii), dále železářského zboží, kování, pantů, zámků a kamen. Továrna firmy Mora Moravia sídlí v Hlubočkách nedaleko Olomouce, v místní části Mariánské Údolí. Od roku 2005 je součástí slovinské skupiny Gorenje.

## Založení železáren v Mariánském Údolí a hřebíkárny v Hlubočku
V údolí vedle obce Hlubočky se již na počátku 19. století tavilo stříbro a kolem roku 1820 se zde započalo s výrobou železa, přičemž železná ruda sem byla dovážena z Moravského Berouna. V roce 1825 si báňský odborník Josef Zwierzina pronajal nedaleko obce na panství Velká Bystřice pozemky, které nazval Mariánské Údolí. Dne 27. května 1827 slavnostně zahájil provoz Vysoké pece a později mu bylo povoleno zřízení vlastního železného hamru (Eisenhammer). V roce 1833 je železárna připomínána v majetku France Zwerziny (Wisternitz zu Marienthal, Eisenfabrik des Franz Zwerzina). V roce 1841 železárnu koupil Solomon Mayer Rothschild a přiřadil ji ke komplexu Vítkovických železáren. Železárnu v Mariánském údolí vedl správce, dále zde z úřednictva působili dva pokladníci, důlní vedoucí a skladník.

### Továrna na hřebíky
V roce 1854 započal olomoucký obchodník železářství Ignaz Carl Machanek v Hlubočku (německy Hombok) v místech, kde stával zchátralý „Josefův hamr” (verfallene Josefi-Hammer und ein unscheinbares Wohngebäude), s výstavbou nové hutě pro výrobu hřebíků. Dne 3. dubna 1855 si nechal u zemského krajského soudu v Olomouci zapsat do obchodního rejstříku firmu Homboker Nagelhütte, jejímiž majiteli byli Ignaz Carl Machanek (obchodník železářským zbožím v Olomouci), jeho manželka Anna Machanek a synové Max a Ignaz Machanek. V roce 1859 hřebíkárnu v Hlubočku přejmenoval na Kaiserlich-Königlich privilegierte Homboker Maschinennägel & Blechwaaren Fabriks-Gesellschaft (Císařsko-královská privilegovaná tovární společnost na mechanickou výrobu hřebíků a plechového zboží). V roce 1863 obdržel Johann Orel ve firmě prokuru.
K. k. priv. Homboker Maschinen-Nägel- & Blechwaaren-Fabriks-Gesellschaft I. C. Machanek & Co. na základě společného usnesení ddo. 28. března 1855, pozůstávajíc z veřejných společníků: I. C. Machanka obchodníka v Olomouci, jeho manželky Anny Machanek — Max Machanka a Dr. Hynka Machanka, s kterých společníci I. C. Machanek a Max Machanek, potom pořizující fabriky Jan Orel, a sice každý pro sebe, první dva dle stlukačem přetisknutím nápisem „K. k. priv. Homboker Maschinnägel- & Blechwaaren-Fabriks Gesellschaft” s „I. С. Machanek & Comp.” — а Jan Orel s „р. p. I. С. & Comp. J. Orel ” značiti mají, — s odsvětníma usadama ve Vídni a Opavě — prenešení tohoto nápisu tak jak společného usnesení a plnomocnosti pro Jana Orla, do obchodního rejstříka samotních napisů vymohla. V Olomouci 31. července 1863.
Morawske Nowiny, 11.08.1863
V roce 1865 byl vymazán z obchodního rejstříku firem Dr. Ignaz Machanek a jeho podíl byl připsán Maxovi Machankovi. V roce 1868 pak byla vymazána zemřelá manželka Anna Machanek a jako nový společník přistoupil syn Oswald Machanek. Továrna v Hlubočku jako první v Rakousku-Uhersku započala s výrobou drátěnek (Drahtstifte) a jako první v Evropě s výrobou cvočků do bot zvaných taksy (Schuhtacks). Začátkem 70. zahájila výrobu podkoviček (Stiefeleisen), nejprve na poloautomatických strojích, později na zcela automatických speciálních strojích vlastní výroby. Po zřízení slévárny v Mariánském Údolí převedla výrobu plechového zboží a stavebního kování do nové železárny.

### Továrna na výrobu železářského zboží
Na jaře 1860 nabídlo vedení Vítkovických železáren nevyužívané železárny v Mariánském Údolí, tehdy vzdálené jednu míli od Olomouce a železniční stanice, do pachtu nebo k prodeji. Na pozemcích stála jedna vysoká pec s vodním pohonem a parní stroj o 25 koních, 4 pece na pražení (Röstöfen), 1 volné ohniště ve svahu a devět bývalých železorudných šachet a 1 bývalá manipulační a obytná budova. Opuštěné železárny se výborně hodily pro vybudování slévárny nebo k podobné výrobě, jelikož se v blízkosti nacházel také břidlicový lom a byla zde možnost odběru paliva.
V roce 1861 přikoupil I. C. Machanek od barona Rothschilda parcely se starým železorudným dolem a devíti zchátralými šachtami, v jehož blízkosti nechal postavit nové železárny. Sklepy nové továrny ležely na bývalých štolách. Dne 19. října 1861 si nechal do obchodního rejstříku zapsat firmu: Kaiserlich-Königlich privilegierte Marienthaler Eisenwaaren-Fabriks-Gesellschaft (Císařsko-královská privilegovaná tovární společnost na výrobu železářského zboží), jejímiž společníky byli I. C. Machanek, Max Machanek, Oswald Machanek a od 14. ledna 1869 také Johann Orel, který už v roce 1863 obdržel prokuru (před podpisem per procura - pp) a vedl pobočku ve Vídni.
Ve stejném roce si nechali obchodník a továrník I. C. Machanek a velkoobchodník Balthazar rytíř von Szäbel u zemského krajského soudu v Olomouci zapsat do obchodního rejstříku provozování těžby břidlice a to pod firemním názvem Schieferbergbau-Unternehmung von I. C. Machanek & Comp., přičemž v této obdržel prokuru též účetní Johann Orel.
Od с. k. krajského со obchodního souda v Olomouci se k vědomosti dává, že obchodník J. C. Machanek v Olomouci přenešení nad havířství břidlice v Hrubé Vodě mezi veřejnými společníkami J. C. Machankem a Baltazarem rytířem Szablem v Olomouci ddo. 31. března 1863 uzavřeného společného obchodního nápisu: Schieferbergbau-Unternehmung von J. С. Machanek & Comp., ke kterému značení oba společníci J. С. Machanek a Baltazar rytíř Szabel každý za sebe, potom Max Machanek, a ty oba účet. vedoucí Jan Orel a Alois Machold, z posledních třech vždy dva mnohotlivě svým z napřed postavením předstojícího nápisu — oprávnni jsou — do obchodního rejstříku pro společné nápisy vymohl. V Olomouci 31. července 1863.
 Morawske Nowiny, 11.08.1863
Vedle toho Ignaz Carl Machanek vlastnil v Olomouci za účelem obchodování se železářskými výrobky firmu „I. C. Machanek”, u které 31. července 1863 udělil prokuru také synovi Maxovi a svému zeti Karlu Klobovi, v roce 1864 pak i knihvedoucímu Františkovi Šimonovi. V roce 1865 povolilo c. k. ministerstvo vnitra zřízení akciové společnosti Schieferbau-Actien-Gesellschaft in Olmütz a schválilo její stanovy. Z toho důvodu došlo v roce 1866 k vymazání firmy „Schieferbergbau-Unternehmung von I. C. Machanek & Comp.”, přičemž oprávněni znamenati měli ředitelé společnosti B. rytíř von Szäbel a Ignaz Machanek a Karl Schrötter, ředitel závodu Max Machanek a akcionář Franz P. Slabyhaudek.
Johann Orel se u rodiny Machanek vypracoval vlastní pílí z firemního účetního k zámožnému a váženému člověku. Nejprve obdržel ve firmách I. C. Machanka prokuru, v roce 1869 se stal se spoluvlastníkem hřebíkárny v Hlubočku a továrny v Mariánském Údolí a nakonec vedl pobočku ve Vídni. Právě jemu a Maxovi Machankovi vděčila firma z valné části za svůj vzestup. V roce 1870 obě společnosti kompletně reorganizoval a přeměnil na akciovou společnost „Moravia”.
Do rejstříku pro firmy společné dne 26. ledna 1869 protokolováno:
Ku firmě: К. k. priv. Marienthaler Eisenwaaren Fabriksgesellschaft zapsána na žádost veřejných společníků I. C. Machanek, Max Machanek a Oswald Machanek dodatečná smlouva ze dne 14. ledna 1869 ku společné smlouvě ze dne 19. října 1861, kterou přijat byl ve společnost со veřejný společník Johann Orel, oprávněný zastupovati společnost, a společně s pány Max Machanek a Oswald Machanek znamenati společnou firmu. Zároveň vymazáno bylo právo prokury, jež dříve měl Johann Orel, a podotknuto, že ostatně na původní společné smlouvě ničehož nezměněno.
Ku firmě: К. k. priv. Homboker Machinnägel- und Blechwaaren-Fabriksgesellschaft I. С. Machanek & Comp., zapsána na žádost veřejných společníků I. C. Machanek, Max Machanek a Oswald Machanek dodatečná smlouva ze dne 14. ledna 1869 ku společným smlouvám ze dne 28. března 1855 a 28. dubna 1868, kterou přijat byl co veřejný společník Johann Orel, oprávněný zastupovati společnost a znamenati firmu. Zároveň vymazáno bylo právo prokury, jez dříve měl Johann Orel, a podotknuto, že ostatně na původní smlouvě ničehož nezměněno.
Morawske Nowiny, 18.02.1869

## Homboker und Marienthaler Eisenwaren-Industrie und Handels-Aktien-Gesellschaft „Moravia”
Povolení ke zřízení akciové společnosti pod názvem: Homboker und Marienthaler Eisenwaren-Industrie und Handels-Aktien-Gesellschaft „Moravia” in Olmütz (česky Hlubočecká a Marientálská akciová společnost pro průmysl a obchod se železným zbožím „Moravia” v Olomouci) obdrželi pánové Ignaz Karl Machanek, předseda obchodní komory v Olomouci, dr. Ignaz Machanek, advokát tamtéž, Max Machanek, poslanec Moravského zemského sněmu, Oswald Machanek a Johann Orel od c. k. ministra vnitra 17. února 1870, který v ten den schválil také stanovy nové akciové společnosti. Společnost neměla až do roku 1921 český název, ten přijala pozměněním stanov až na své 51. valné hromadě 29. května 1921 v Olomouci.
Generální ředitel a zakladatel firmy Ignaz Carl Machanek zemřel 30. ledna 1975 a do správní rady byl přizván příbuzný Carl Maria Klob († 19. dubna 1886, manžel Marie roz. Machanek), který obdržel též právo znamenat. Syn Max Machanek zemřel 14. května 1893 v Mariánském Údolí, po něm další rok 25. června 1894 ve Vídni v 60 letech společník Johann Orel a v 78 letech ve Vídni 18. května 1903 syn Ignaz Machanek. Z prvních zakladatelů akciové společnosti „Moravia” žil nejdéle syn Oswald, dlouholetý generální ředitel. Ten se ale po rozpadu Rakouska-Uherska už do nového Československa nevrátil a žil v rodinné vile v Bolzanu, kde ve svých 86 letech v roce 1924 zemřel. Na přelomu 19. století se tak do vedení společnosti dostávala druhá generace rodiny Machanek.

### Ochranná známka na šicí stroje „Moravia” (1872)
Dne 9. října 1872 si nechala Hlubočecká a Marientálská akciová společnost pro průmysl a obchod se železným zbožím „Moravia” u Obchodní a živnostenské komory ve Vídni registrovat ochrannou značku na šicí stroje „Moravia”, které vyráběla ve své továrně ve Vídni (Moravia Nähmaschinen-Fabrik Wien) na Hundsturmer Straße 71 (nyní Schönbrunner Straße), centrální sklad se nacházel v Hegelgasse 10. Ochranná značka ze žlutého kovu měla tvar medailonu, do kterého byla vyražena Katedrála svatého Štěpána ve Vídni a dokola nápis: „Nähmaschinenfabrik der Moravia in Wien - System Hove” (později System Singer). V březnu 1873 si otevřel Moritz Orel, bratr Johanna Orla, v Olomouci na Horním náměstí v domě čp. 12 výsadní prodejnu a půjčovnu šicích strojů „Moravia”. Po jeho smrti převzala prodej šicích strojů obchodní firma I. C. Machanek a spol. na Dolním náměstí čp. 48. V roce 1920 akciová společnost oznámila, že oddělení výroby šicích strojů rozpustila a tímto také vystoupila z této branže.

### Ochranné známky na hřebíky (1875)
Dne 7. srpna 1875 si nechala akciová společnost Moravia u Obchodní a živnostenské komory v Olomouci registrovat 4 ochranné známky. Od roku 1879 bylo Ochrannou známkou společnosti magické ochranné znamení pentagramu 
 (německy Trudenfuß).
- Ochranná známka č. 15 (pro obuvnické hřebíky s hlavičkami tzv. myšohlávky, pifláky nebo pařížské hřebíky): sestávala z viněty ve tvaru stužky, která měla uprostřed c. k. císařského orla, v levé části stuhy se nacházel nápis: „1000 Mausköpfel” nebo „1000 Parisernägel”, v pravé části hmotnost. Ve spodní části byl nápis označující firmu: „aus der k. k. priv. Homboker Nägelfabrik der Moravia”, nad orlem nápis o držení výjimečného privilegia: „Kaiserl. öst. u. königl. ung. ausschl. Privileg”. Slovo „Moravia“ pak bylo v bledém skriptu přes celou vinětu. Vedle této honosné značky se používala také kulatá ochranná známka, kde uvnitř kruhu leželo číslo 15, okolo čísla nápis: „K. öst. u. k. ung. Privileg. „1000 Mausköpfel” (nebo 1000 „Parisernägel”) a přes bylo v bledém skriptu písmeno „M”.
- Ochranná známka č. 16 (pro obuvnické hřebíky tzv. teksy): obdélníková viněta s označením „5 Kilo”, údajem o délce, označením druhu (např. „Shoe Tacks”, „Channel Nails”, „Absatz-Stifte”), dále pak kov, z kterého hřebíky byly vyrobeny a číslo ochranné známky. Pod tím byl nápis: Homboker Nägelfabrik der „Moravia” a přes celou vinětu červený nápis: „Moravia”.
- Ochranná známka č. 17: obdélníková viněta, přes kterou běžel červeným písmem nápis: „Moravia”. Byla označena gramáží „455 Grm”, podle obsahu jejich délkou, dále nápisem o druhu („Schuh-Stifte” nebo „Sohlen-Stifte” nebo „Absatz-Stifte”), dále se na ní nacházel nápis: „aus bestem steirischen Eisen” (z nejlepší štýrské oceli) a „Homboker Nägelfabrik der Moravia in Olmütz”.
- Ochranná známka č. 18: uprostřed kruhové viněty se naházely iniciály: „H. M. N. F.”, dále název firmy, druh hřebíků, jejich délka a váha a nápis: „Fortschritts-Medaille. Weltausstellung Wien 1873” (Medaile za pokrok. Světová výstava Vídeň 1873).

### Ochranné známky 1879
Dne 20. června 1879 si nechala akciová společnost Moravia u olomoucké Obchodní a živnostenské komory zaprotokolovat ochranné známky (č. 33, 34 a 35) pro různé druhy výrobků továrny na hřebíky.
- Ochranná známka č. 33: sestávala z plechového oválného štítku a dvou obdélníkových. První oválný v sobě nesl uprostřed kruhu vyobrazený pentagram (Drudenfuß, též Trudenfuß a Pentalpha) obklopený paprsky a do kruhu vepsaný nápis: Marienthaler Eisenwaaren-Fabrik „Moravia”. Oba obdélníkové štítky, které se od sebe lišily pouze rozměry a nápisy, byly zelené a ve šrafovaném poli nahoře nesly do kruhu umístěného císařského dvouhlavého orla. Štítek nesl nápis: „K. k. priv. Marienthaler Eisenwaarenfabrik“. Pod ním byla umístěna větší a menší tabulka, do které se vepisoval nápis týkající se výrobního produktu. Mezi horní a prostředním polem s nápisy se nacházel klenutý nápis: „Moravia“.
- Ochranná známka č. 34: se skládala ze 4 hnědých obdélníkových štítků, z nichž největší nesl v oválu nápis: K. k. priv. Homboker Maschinnägel- und Blechwaaren- Fabrik a 2 malé ovály, v jednom byl vyobrazený císařský dvouhlavý orel, ve druhém dva zkřížené hřebíky a iniciály továrny: H. N. F. Další 3 štítky nesly nápis: Homboker Nägelfabrik der „Moravia”, další „Fortschritts-Medaille, Weltausstellung Wien 1873” a poslední svým nápisem odkazoval na druh výrobku.
- Ochranná známka č. 35: sestávala z 9 různě barevných obdélníkových štítků se širokými okraji. Každý z nich obsahoval uprostřed pentagram a nad ním iniciály: H. M. N. F. a nápis: Homboker Nägelfabrik der „Moravia”. Protokollirte Schutzmarke. Zbytek štítku nesl nápis označující druh hřebíku a jejich hmotnost.

Dne 25. června 1879 si ještě zapsala u olomoucké Obchodní a živnostenské komory ochrannou známku č. 36 pro různé obuvnické podkovičky a druhy hřebíků.
- Ochranná známka č. 36: sestávala z jednoho menšího a druhého většího různě barevného štítku. Každý z nich nesl značku pentagramu (tak jak byl popsán v ochranné známce č. 35 spolu s označením: „Schutz-Marke”, větší štítek nesl nápis: „1 Dutzend Paar k. k. priv. Stiefel-Eisen” (1 tucet párů c. k. privilegovaných podkoviček) a menší štítek nápis: „1100 Stück Nägel für 10 Dutzend k. k. priv. Nägel” (1100 kusů hřebíků za 10 tuctů privilegovaných hřebíků).[45]

### Obchodní firma I. C. Machenek a spol.
Podle poslední vůle otce I. C. Machanka měli firmu dále vést jeho společníci syn Oswald a Johann Orel, přičemž měli do firmy přibrat nejstaršího syna a dědice JUDr. I. Machanka. Ten se ale v témže roce odstěhoval z Olomouce natrvalo do Vídně. Na valné hromadě bylo rozhodnuto, že firma I. C. Machanek a spol. ve Vídni bude likvidována a od dubna 1875 prováděli Oswald M. a Johann Orel v prodejně v Olomouci na Dolním náměstí čp. 48 odprodej veškerého naskladněného zboží. Jednalo se o bohaté zásoby pušek, lovecké potřeby, příbory, řetězy, decimální váhy, pozlacené kříže na hroby, lopatky a motyky, kované hřebíky, kosy, srpy, bavorské brousky, železné nádobí na vaření a potřeby pro domácí a polní hospodářství. Dne 10. srpna 1875 byla původní otcova firma vymazána z obchodního rejstříku, přičemž zanikla i prokura nejstaršího syna advokáta I. Machanka. Novou firmu vedl Oswald M. nejprve sám pod názvem „I. C. Machanek”. Později přibral jako společníka svého bratra Maxe. Dne 11. dubna 1884 byla firma z důvodu jeho přistoupení přeměněna na společnost s firemním názvem I. C. Machanek a spol. Oswald se zaměřil na prodej zahradního nábytku a bruslí.

### Mariánské Údolí - rozšíření výrobních provozů
Dne 1. srpna 1877 zahájil v Mariánském Údolí činnost C. k. Poštovní úřad pro dopisní a pojízdnou poštu na trase Moravsko-slezské centrální dráhy Vídeň-Brno-Opava. Pošta obsluhovala dělnickou kolonii a továrnu, dále pak obec Mrsklesy (Nirklowitz). V roce 1882 byla pro tovární potřeby dostavěna železniční vlečka a v roce 1893 byl poštovní úřad přeměněn na c. k. Poštovní a telegrafní úřad. V roce 1899 rozhodlo ředitelství státních drah v Olomouci o zřízení železniční zastávky. Osobní zastávka Mariánské Údolí pro neomezenou dopravu zboží mezi stanicemi Velká Bystřice a Hluboček na trati Olomouc—Opava byla otevřena 1. ledna 1914, přičemž náklady na stavbu železniční zastávky, sestávající z přijímací haly, skladiště na zboží s 10 metry dlouhou rampou a prostoru pro osobní odbavování, převzala firma.
Továrna na hřebíky v Hlubočku se orientovala hlavně na vývoz do zahraničí, kde hlavní roli hrály cvočky (taks). Ročně vyrobila na 5 300 000 000 kusů rozličných hřebíků a 10 000 000 obuvnických podkůvek, jejichž vývoz směřoval do Francie, Španělska, Anglie, Německa a Itálie. V roce 1886 disponovala v Hlubočku vlastní tiskárnou se 2 tiskařské lisy na parní pohon a 1 americký ruční tiskařský lis. Továrna v Mariánském Údolí nacházela své odbytiště po celém Rakousku, Moldávii, Valašku, Rumunsku a Srbsku. Vedle toho Moravie provozovala velký železářský obchod ve Vídni (pod názvem I. C. Machanek a spol.) a jeho filiálku pod stejným názvem v Olomouci.
Filiálka I. C. Machanek a spol. v Olomouci nabízela v roce 1886 vedle bohatého sortimentu železářského zboží i širokou paletu vlastních výrobků a přijímala objednávky:
- Tyčové železo válcované a kované, plechy pro pluhy, nápravy vozů (i soustružené), stavební nosníky, staré kolejnice
- Plechy ze železa, oceli, zinku, mědi, alpaky, packfongu a mosazi
- Stavební zámečnické zboží, „Moravia dveřní a okenní kování”, regulovaná a plnicí kamna šamotovaná nebo s vložkou, „Moravia sporáky”, roštové mříže, roštnice, pláty, hermeticky zavírající dvířka ke kachlovým kamnům, železnou galanterii, železné odlitky pro stavební účely a pro strojírny
- Záchody bez zápachu, litinové trubky
- Nářadí pro tesaře, zámečníky, kováře, klempíře, pro železniční a silniční stavby, měchy, kovářské kovadliny, svěráky, děrovací stroje, vrtačky na ruční a parní pohon, kované plynové a vodní potrubí[59]
- r. 1880 udělilo c. k. Obchodní ministerstvo a královské uherské ministerstvo pro polnohospodářství, průmysl a obchod Oswaldovi Machanovi z Hlubočku na dobu jednoho roku privilegium na vlastní výrobu bruslí podkovovitého tvaru (tzv. šlajfek)[60]
- r. 1886 „Moravia” šicí stroje všech systému z vídeňské továrny s ochrannou známkou (od r. 1873 v prodejně Mořice Orla)[61]
- r. 1890 vlastní železný zahradní nábytek, věšáky a květinové stolky[62]
- r. 1894 „Moravia kamna” a sporáky, popelníky před kamna, kamnářské náčiní a uhláky, servis všech svých kamnářských výrobků, vybavení do kuchyní, smaltované nádobí ze železa a plechu a všechny ostatní předměty související s touto oblastí[63]
- r. 1895 všechny systémy bruslí[64]

BRUSLE všech soustav, zvláště pak
Halifax
Jakson-Hames
Mercur, obyčejné
Mercur, zvláštní pro dámy

doporučuje I. C. MACHANEK A SPOL  Olomouc, Dolní nám. č. 48, „u stříbrné lopaty. Číslo telefonu 14.
Olomoucký Pozor, 23.12.1899
V roce 1906 zakoupila Moravia do závodu v Hlubočku novou moderní turbínu na parní pohon, v roce 1908 pak i do závodu v Mariánském Údolí. Vedle obchodu ve Vídni provozovala také pro oblast Tyrolsko a Vorarlberg prodejní sklad v Innsbrucku, který vedl Josef Preyer, po jeho smrti v roce 1910 jej nahradil Hans Seelos. Ignaz Machanek (syn), ředitel akciové společnosti Moravia zemřel ve Vídni 26. listopadu 1911.
Předsedou správní rady byl zvolen Oswald Machanek, místopředsedou Max Machanek junior (komerční ředitel), členy Karl Machanek, Karl Klob, Karl Wallner; prokuristy Reinhold Trampler, Josef Kraus, Josef Kopetz, Ludwig Mautner.
V roce 1911 vydal vzorkový katalog, ve kterém nabízel celou řadu železářského zboží, např. panty, kování, zámky, židle, lavičky, stolky, věšáky, sáňky, mříže, stáložárná kamna značky METEOR. Na začátku první světové války se úředníci akciové společnosti Moravia ze závodů ve Vídni, Olomouci, Mariánského Údolí a Hluboček rozhodli věnovat po dobu trvání války dvě procenta ze svého platu Červenému kříži, pozůstalým po padlých a na podporu v nezaměstnanosti.

## Moravia, akc. spol. pro průmysl železářského zboží a obchod v Hlubočku a v Mariánském Údolí
V roce 1919 byla Hlubočsko-Mariansko-Údolní akciová společnost pro průmysl železářského zboží a obchod »Moravia« československými úřady vyzvána, aby v rámci nostrifikace firem přeložila do konce roku 1921 své sídlo z Vídně (od roku 1867 zastoupení ve Vídni) do Československa. Za tímto účelem byla svolána do Olomouce na 29. května 1921 do sálu olomoucké obchodní a živnostenské komory 51. valná hromada, kde vedle dalších bodů programu došlo v bodě č. 6 k projednání přeložení sídla, změny a vícejazyčného zanesení firemního názvu do obchodního rejstříku firem, dále pak k projednání rozšíření účelu akciové společnosti a dalších statutárních změn (§ 1, 2, 5, 7, 8, 9, 12, 13, 15, 21, 23, 24, 27, 29, 30, 31, 37 a 38) jako i potřebného schválení českého textu stanov a všech jejich příloh. Český název společnosti zněl Moravia, akc. spol. pro průmysl železářského zboží a obchod v Hlubočku a v Mariánském Údolí se sídlem v Brně na Bezručově ulici 17a, později na Legionářské ulici (nyní Horákovská) čp. 28.
Na rakouské straně byl zbytek firmy se sídlem ve Vídni přetvořen na samostatnou firmu s názvem „Homboker und Marienthaler Eisenwaren Industrie, und Handels-Aktiengesellschaft Repräsentanz für Österreich”, která však neměla dlouhého trvání a v roce 1928 rozhodlo její vedení o likvidaci. Moravia až do roku 1914 prodávala všechny své výrobky výhradně v zemích Rakouska-Uherska a v ostatních evropských zemích. Jenom některé výrobky jako třeba hřebíky vyvážela do zámoří. Po první světové válce a vzniku nových státních hranic byl její odbyt podstatně ztížen a začala navazovat kontakty se zámořskými zeměmi. V novém Československu ještě v roce 1926 inzerovala, že hledá nové a spolehlivé nákupní zdroje. Výrobu šicích strojů opustila Moravia už v roce 1920.

### Modernizace a rozšíření závodu 1924–1930
| Vedení                 | MORAVIA, akciová společnost pro průmysl železářského zboží a obchod u Hlubočku a Mariánského Údolí (1923, 1925) |
| ---------------------- | --- |
| Generální ředitel      | Max Machanek |
| Zástupce gen. ředitele | Karl Machanek                                                                                                   |
| 1923 Správní rada      | Karl Wallner; Edmund Wagner; Dr. Moritz Hruban; Anton Tille; Gottlieb Mařík                                     |
| 1923 Prokuristé        | ředitel Karl Tuma († 21. listopadu 1925); Richard Zlámal; Josef Kopetz; Karl Lehr Karl                          |
| 1925 Správní rada      | Edmund Wagner; Dr. Moritz Hruban; Tille Anton; Gottlieb Mařík; Dr. Fritz Klob                                   |
| 1925 Prokuristé        | ředitel Karl Tuma; ředitel Richard Zlámal; Karl Lehr; Julius Marschall                                          |

MORAVIA, akciová společnost pro průmysl železářského zboží a obchod u Hlubočku a Mariánského Údolí měla v roce 1924:
- Ústřední prodejní kancelář: v Brně na Legionářské ulici 28
- Železářský maloobchod a velkoobchod: v Olomouci na Wilsonově náměstí 48 (před rokem 1919 Dolní náměstí)

Stálé zastoupení:
- Tuzemsko: v Praze
- Cizina: ve městech Vídeň, Budapešť, Subotica (SHS.), Cařihrad, Wädenswill (Švýcarsko), Milán, Janov, Neapol, Barcelona, Nimes, Rio de Janeiro, Buenos Aires, Mexiko.

Továrny:
- Hřebíkárnu a tažebnu drátu v Hlubočku u Olomouce
- Železárnu v Mariánském Údolí u Olomouce
- Slévárnu, dílny pro úpravu, galvanizování, lakování a smaltovnu v Mariánském Údolí

Svou význačnou účastí se podílela na pražské továrně na Meidingerova kamna a domácí náčiní H. Heim, kterou pomáhala v roce 1922 přeměnit na společnost s ručením omezeným „H. Heim, s. r. o., Praha”. Jednatelem a současně ředitelem byl jmenován Ad. Morgenstern. Dále se účastnila na firmě „Polska Moravia, s. r. o., hřebíkárně v Czechowicích u Dziedicz (Polsko).
V roce 1924 Moravia zaměstnávala kolem 2 900 úředníků a dělníků, kteří většinou bydleli v 50 jedno a vícerodinných domech ve vlastnictví akciové společnosti. V roce 1921 v Hlubočku zřídila vlastní novou moderní elektrárnu na 5000 HP, která dodávala pohon a světlo všem továrnám společnosti a celé dělnické kolonii. Byla připojena na síť středomoravských elektráren, kterým pak dodávala přebytečnou elektřinu dálkovým vedením. Vyvážela do všech zemí v Evropě i do zámoří.
| Vedení                 | MORAVIA, akciová společnost pro průmysl železářského zboží a obchod u Hlubočku a Mariánského Údolí (1927)                                             |
| ---------------------- | --- |
| Generální ředitel      | Max Machanek |
| Zástupce gen. ředitele | Karl Machanek |
| Správní rada           | Dr. Moritz Hruban; Dr. Fritz Klob; Dr.-Ing. Bohumil Marik; Anton Tille; Edmund Wagner                                                                 |
| Prokuristé             | ředitel Richard Zlámal; Karl Vogl; Alois Österreicher v Brně; ředitel Karl Lehr v továrně na hřebíky v Hlubočku; filiálka Julius Marschall v Olomouci |

K dalšímu rozšíření závodu se vedení společnosti rozhodlo na jaře 1929, kdy započala s přestavbou dílen, brusíren, čistíren odlitků a skladiště modelů. Dále pokračovala výstavbou čtyř kupolových pecí, slévárnu opatřila novým strojním formujícím zařízením, čímž se zastavěná plocha závodů zdvojnásobila. Investice si vyžádaly náklad 7 milionů Kč, z čehož na stavbu připadly asi 3 miliony Kč, zbytek byly investice do strojového a vnitřního zařízení. Rozšíření závodů si vyžádalo nové úřednické, zřízenecké a dělnické pracovní síly.

### Požár v hřebíkárně 1928
Ještě než Moravia započala s plánovanou výstavbou, postihl hřebíkárnu v Hlubočku 5. prosince 1928 požár, při němž lehla popelem balírna, leštírna hřebíků, část vlastní hřebíkárny, skladiště modelů pro výrobu strojů a velká část skladišť, ve kterých bylo požárem znehodnoceno přes 50 vagonů hotového zboží. Jednalo se vesměs o všechny staré jednopatrové budovy. Zničené zboží mělo výrobní cenu 2,5 milionu Kč. Největší ztrátou pro Moravii bylo skladiště modelů, v němž byly uchovávány modely za dobu téměř 30 let, dále pak zničení speciálních strojů na výrobu tzv. tacks (drátěnek), určených pro strojní výrobu obuvi. Celá škoda ve výši 8 milionů Kč byla kryta pojištěním, jelikož Moravia uzavřela pojistku i proti chomagu (ušlý zisk ze zastavené výroby z důvodu vyšší moci). Provoz továrny nebyl přerušen a shořelé objekty vybudovala Moravia znovu.

### Rok 1930 a 60 let od vzniku akciové společnosti
V roce 1930 oslavila akciová společnost Moravia pro průmysl železářského zboží a obchod v Hlubočkách a Mariánském Údolí u Olomouce (Homboke & Marienthaler Eisenwaren - Industrie und Handels AG Moravia, Olmütz) 100 let od položení prvního základu Ignácem Karlem Machankem, který v Olomouci zřídil železářský obchod, 75 let od založení továrny v Hlubočkách a 60 let od založení akciové společnosti. V čele společnosti stáli synové Maxe Machanka staršího, Max Machanek jako předseda představenstva a generální ředitel, a jeho bratr Karl Machanek jako místopředseda představenstva a ředitel. Kapitál společnosti činil 13 mil. Kč. V Hlubočkách zaměstnávala 542 dělníků, v Mariánském Údolí 1247 a v elektrárně 24, v Brně 49 úředníků, v Olomouci 28, v Hlubočkách 36 úředníků a mistrů, v Mar. Údolí 79 úředníků a mistrů, v elektrárně 6 úředníků, dílovedoucích a montérů, ve Vídni 5 úředníků, v Dziedzicích úředníků a mistrů 19 a dělníků 78.
| Vedení            | Moravia, akc. spol. pro průmysl železářského zboží a obchod v Hlubočkách a Mariánském Údolí, centrála Brno, Divadelní 1/3 (1930) |
| ----------------- | --- |
| Generální ředitel | Max Machanek z Brna (syn Maxe Machanka) |
| Ředitel           | Karl Machanek z Mariánského Údolí (syn Maxe Machanka) |
| Správní rada      | předseda Dr. Fritz Klob; Anton Tille - Edmund Wagner |
| Prokuristé        | ředitelé: Alois Österreicher; Karl Vogl; Richard Zlamal z Brna, dále Carl Oswald Machanek a Erich Machanek z Brna; ředitel Karl Machanek a Mirko Arh v Mariánském Údolí, ředitel Karl Lehr v Hlubočku; sklad: Julius Marschal z Olomouce |

Továrna v Hlubočku měla vlastní elektrárnu, vodovod, moderně a velkoryse zařízenou čistírnu, balírnu, kalírnu a modřírnu, vlastní tiskárnu a disponovala 1078 stroji. Měla jednotný výrobní program, jehož výsledkem byl v zásadě vždy hřebík, i když vyráběný v různých velikostech a provedeních. Kromě toho se specializovala na výrobu cvoků (Taks) a podkůvek (Stiefeleisen). Výrobní surovinou byl válcovaný plech, drát a pásovina. Výroba probíhala již plně automaticky, přičemž pracovníci dohlíželi na nastavení strojů a na jejich výrobu. Vzhledem k tomu, že se jednalo o celoroční prodej, nevykazoval její odbyt během roku zvláštní výkyvy.
Naopak železárny v Mariánském Údolí s 1 106 různými stroji měly mnohem pestřejší a komplikovanější výrobní program. Hlavními produkty byly: sporáky, plynová zařízení, kamna a jejich součásti, domácí spotřebiče a kuchyňské náčiní z litiny a plechu (stolní, domácí, kuchyňské nářadí), železářské zboží a plechové zboží. Závod v Mariánském Údolí navíc odléval také pro zákazníky (Kundenguß). Zde se také používaly velmi různorodé výrobní suroviny, jelikož produkty obvykle sestávaly z několika dílů, které se zhotovovaly někdy jen jednorázově. Sériová výroba se týkala jen části výrobků nebo jejich součástek. Výrazný odbyt vykazovaly železárny pouze v silných měsících září, říjen a listopad.
Modernizace a automatizace provozu vedla společnost k tomu, že v roce 1921 postavila jak v Hlubočkách tak i v Mariánském Údolí vlastní elektrárnu, obě tehdy nahradily šest dosavadních parních motorů. Závod v Hlubočkách disponoval i vlastní tiskárnou, kde se pro potřeby společnosti tiskly všechny druhy tiskovin a reklamního materiálu. Vedle účasti na polském podniku „Polska Moravia” vlastnila montážní závody v Jugoslávii ve městě Subotica (dříve Eisenmöbel- und Metallindustrie A.-G., Subotica).
Své zahraniční zastoupení skrze množství obchodních cestujících měla ve městech: Amsterdam, Búfarík, Buenos Aires, Barcelona, Budapešť, Bukurešť, Bagdád, Bombaj, Cernauti (Czernowitz), Cairo (Káhira), Delhi (Dillí), Guatemala, St. Gilles-Bruxelles (Saint-Gilles), Havana, Haag (Vestfálsko), Hamburk, Helsinky, Johannesburg, Jaffa, Korce, Kaunas, Kopenhagen, Karáčí, Krakov, Láhaur, Lemberg (Lvov), Londýn, Lisabon, Montréal, Mailand, Mexiko, Oslo, Pireus, Paříž, Riga, Rio de Janeiro, Rabat, São Paulo, San José, San Francisco, Istanbul, Stockholm, Smyrna, Soluň, Subotica, Tabríz, Tunis, Trondheim, Vancouver, Valparaiso, Wädenswil, Varšava, Vídeň a Zara.

### Hřebíkárna a tažebna drátu – Hluboček
- Hřebíky do bot všeho druhu pro výrobu obuvi a kování
- Všechny druhy cvočků (taks)
- Podkůvky
- Drátěnky všeho druhu
- Lesklé a měkké jemné dráty
- Nýty
- Speciální výrobky z drátu

Hřebíkárna v Hlubočkách byla první továrnou na evropském kontinentě, kde se začalo s výrobou ocelových mřížových nýtů. A právě její osmdesátiletá tradice a během těchto let nabyté zkušenosti se odrážely na kvalitě výrobků. I ve třicátých letech, kdy se začala projevovat krize, zaměstnávala 450 dělníků. V nové moderní vytápěné a prosvětlené hale s nainstalovaným větráním probíhala výroba cvočků s nejrůznějšími tvary hlaviček a nožiček, cvočků francouzského druhu, cvočků na horskou obuv s různými hlavičkami, hřebíky do bot na těžké horské slézání, cvočky pětihranné se šípovou špičkou, na ní navazovala hala s výrobou dalších druhů obuvnických hřebíků a nýtů, dále pak pro speciální výrobek této hřebíkárny - patentní hřeby pro střešní lepenku (Patent-Dachpappe-Stiften).
V tomto oddělení se také vyráběly drátěnky - s hladkou zaokrouhlenou hlavičkou a šroubovitě točenou nožičkou. V dílně, která byla vybavená vysokorychlostními lisy (Schnellpressen) a příklepovými vrtáky (Schlagmaschinen), běžela výroba hřebíků do dřeva, od těch běžných pro stavební účely (Baustifte) až po ty specializované pro strojovou výrobu obuvi. Na ní navazovala výrobní hala se speciálními obuvnickými hřebíky jako byly podkůvky, myšohlávky (Mausköpfe), pifláky (Piffelnägel), hřebíky do horských bot. Většina zde umístěných strojů byla vlastní konstrukce. Dílny pro apreturu páskového železa a tažení drátu se zaměřovaly na specialitu podniku - ocelové mřížové nýty, které byly nyní umístěny v nových továrních objektech. V její další dvoraně stály žíhací pece, mořící linky, dále válcovna se stolicemi na válcování a tažení trubek. Celý provoz byl pak ukončen v třídící hale, kde se prováděly i dokončovací práce jako potahování speciálními povlaky.
V truhlárně se vyráběly bedny pro expedici. Hotové zboží bylo přepravováno výtahem páternosterem do balírny, z balírny do skladiště a odtud pak dílenskými vozy do expediční balírny na balicí stoly. V samotné balírně balení ulehčovaly elektrické balicí stroje. Vývoz do všech světových koutů se odrážel právě i na expedičním balení a označování zboží, kde se nacházelo na 5000 etiket v nejrůznějších jazycích. Zabalené zboží pak pokračovalo do skladu, odkud bylo na základě objednávky přepraveno do sousední místnosti, kde bylo v bednách páternosterem přepraveno na nákladní auta.

### Železárny Mariánském Údolí
- Stavební kování všeho druhu
- Plechové zboží
- Nábytkové a visací zámky
- Sporáky a krby (značka „Meteor“)
- Železný zahradní nábytek a saně
- Kalorifery a plnicí kamna značky H. Heim, Praha

Železárny v Mariánském Údolí se rozprostíraly po obou stranách řeky Bystřice a v roce 1930 zaměstnávaly kolem 900 pracovních sil, v době vysoké poptávky se jejich počet navyšoval až na 1400. Na pravém břehu Bystřice se nacházely tovární haly pro výrobu sporáků, plynových spotřebičů, železářského a plechového zboží. Dílna pro zámečnickou výrobu řezu, razidel a speciálních nástrojů zaměstnávala celou řadu kvalifikovaných zámečníků, na ní navazovalo skladiště a hala s malými a velkými lisy pro výrobu komponentů pro zámky a kování, které obsluhovaly převážně ženy a dívky. Na velkých lisech se připravovaly celé kryty pro sporáky a pece, opatřené již všemi výřezy a otvory pro šrouby.
V prvním patře této haly se rozprostíraly montážní dílny pro sporáky a plynové spotřebiče. Mezi speciální kamnářské výrobky patřily kombinované sporáky vytápěné plynem a uhlím nebo v kombinaci s kotlem na ústřední topení. Elektrické sporáky začala Moravia vyrábět v roce 1929 ve spolupráci s elektrickou akciovou společností Siemens v Mohelnici (Siemens-Elektrizitäts-AG Müglitz), které šly zčásti i na vývoz. V další rozsáhlé hale byla soustředěna výroba typizovaných sporáků. U montážní linky bylo zaměstnáno jen pět osob a každých 12 minut ji opustil plně smontovaný a vyzděný sporák. V sousední hale se vyráběly různé plynové spotřebiče jako vařiče a sporáky, plynové sporáky pro restaurační zařízení a velké aparáty pro živnostenské účely (např. udírny s plynovým ohřevem). Vzhledem k tomu, že všechny plynové spotřebiče musely projít kontrolou, měl závod k dispozici vlastní miniaturní plynárnu.

### Slévárna - Mariánské Údolí
- Šedé jakostní odlitky podle vlastních a cizích modelů
- Stáložárná kamna a vložky značky „Meteor” a „Mora”
- Dvířka, poprsí a náčiní ke krbu
- Kuchyňské strojky
- Plynové sporáky, krby a žehličky
- Elektrické vařiče a žehličky

Slévárna a výroba litinového zboží byla vystavěna na levém břehu říčky Bystřice a byla páteří železáren v Mariánském Údolí. Továrna měla dvě přístavby, přičemž druhá byla plánována pro budoucí rozšíření provozu (tavíren). V první se nacházely dvě kupulové pece. Ve slévárně se denně vyrábělo na 20.000 kusů odlitků a již po mnoho let probíhala výroba podle patentovaného postupu, kterým slévárna dosahovala dobře zpracovatelné litiny bez škodlivých přísad. Ve 30. letech továrna získala další patent na tavení regeneračním způsobem, který se stávajícím způsobem umožnil dosahovat velký počet dosud nutného surového železa a lacinější litinu. Ke slévárně přináležela různá pomocná oddělení jako jádrovny, odlévání modelů a formováni modelů, kompresní místnost pro výrobu potřebného tlaku vzduch k pohánění formovacích strojů slévárny. Největší výroba litiny probíhala ve vlastních dílnách, ostatní část dodávala litinu cizím firmám pod jménem — zákaznická litina. Nejvíce litiny se používalo k výrobě strojů pro domácnost, která byla situována do speciálního oddělení, kde se provádělo i smaltování, k němu se řadilo oddělení lakýrny, brusírny a galvanizační oddělení.

### Ochranná známka MORA
Název ochranné známky MORA se objevil poprvé v roce 1926, kdy byl název značky stáložárných kamen Moravia pozměněn na Mora, v roce 1933 pak v souvislosti s novým typem bezpečnostního zámku MORA a v roce 1936 s výrobou nového MORA nábytku z ocelových trubek. Právě u železného nábytku začala Moravia používat i ochrannou známku ve tvaru zaobleného trojúhelníku, v jehož vrcholu byly vyobrazeny dvě ruce ohýbající tyč a ve spodní části nápis MORA. V roce 1937 se objevila také ochranná známka pro stáložárné sporáky MORA pro ústřední teplovodní topení, sporáky MORA, kombinovaná s elektrickým nebo plynovým sporákem, plynové ohřívače vody MORA a plynová kamna MORA pro koupelny - v zaobleném trojúhelníku byl znázorněn hořící plynový hořák a ve spodní nápis MORA.
- 1933 MORA bezpečnostní zámek[100]
- 1936 MORA nábytek z ocelových trubek[101][102][103]
- 1937 MORA stáložárné sporáky pro ústřední teplovodní topení, sporáky kombinovaná s elektrickým nebo plynovým sporákem, plynové ohřívače vody a plynová kamna pro koupelny (ve spolupráci s německou firmou Junkers, její dceřinou společností „Junker & Ruh”)[104]

### Vedení akciové společnosti Moravia 1932–1934
| Vedení                 | Moravia, akc. spol. pro průmysl železářského zboží a obchod v Hlubočku a v Mariánském Údolí, centrála Brno, Divadelní 1/3 (1932)                                  |
| ---------------------- | --- |
| Generální ředitel      | Max Machanek v Brně |
| Zástupce gen. ředitele | Karl Machanek v Mariánském Údolí († 15. ledna 1933) |
| Správní rada           | Dr. Fritz Klob; Anton Tille; Edmund Wagner; Dr. Moritz Hruban v Olomouci                                                                                          |
| Prokuristé             | ředitelé: Alois Österreicher, Karl Vogl, Erich Machanek, Franz Bartošek, Alfred Havel v Brně; Karl Lehr ředitel v Hlubočku, zastoupení Julius Marschal z Olomouce |

V listopadu 1933 byl u obchodního rejstříku vymazán člen správní rady Karl Machanek a prokuristé Karl Lehr, Josef Kraus a Karl Vogl. Zaneseni byli: jako členové správní rady Dr. Moritz Hruban, místopředseda senátu a František Skorkovský, ředitel filiálky Živnostenské banky v Brně, jako prokuristé: Karl Oswald Machanek z Brna a Josef Perko z Brna.
| Vedení                 | Moravia, akc. spol. pro průmysl železářského zboží a obchod v Hlubočku a v Mariánském Údolí, centrála Brno, Divadelní 1/3 (1934)                                               |
| ---------------------- | --- |
| Generální ředitel      | Max Machanek v Brně |
| Zástupce gen. ředitele | neobsazeno |
| Správní rada           | předseda Max Machanek, gen. ředitel; senátor Dr. Moritz Hruban z Olomouce, Dr. Fritz Klob z Brna, za Živnostenskou banku Dr. František Skorkovský z Brna, Edmund Wagner z Brna |
| Ředitelé               | Alois Österreicher v Brně, Ing. Karl Bayerle v Mariánském Údolí |
| Prokuristé             | Franz Bartosch v Brně, Erich Machanek v Brně, Alois Österreicher v Brně, Karl Osvald Machanek v Brně, Josef Perko v Brně, Alfred Havel v Brně, Julius Marschall v Olomouci     |

### Odprodej podnikové elektrárny (1933)
V roce 1933 koupilo město Olomouc od fy Moravia v Hlubočkách tamní elektrárnu. Město hodlalo poskytovat fy Moravia i nadále elektrický proud a tímto tak splácet kupní cenu elektrárny. Elektrárna měla být městem využívána jen v době nejvyšší spotřeby elektrického proudu, tedy v době od září do konce dubna. Od 1. září 1934 byl v elektrárně v Hlubočku zahájen provoz, čemuž předcházela oprava kotle, přesívače a turbíny. Vyráběnou elektřinu tak využívala továrna v Hlubočkách, továrna v Mariánském Údolí a v době špičky město Olomouc. V elektrárně zůstalo zaměstnáno 5 osob od fy Moravia a 4 zaměstnance dosadily městské elektrické podniky v Olomouci. Elektrárna měla i nadále vyrábět stejné množství el. energie, tedy 2 000 000 kWh ročně. V roce 1942 odkoupila fy Moravia od města Olomouce elektrárnu zpět.

### Generální ředitel Josef Čižinský 1935–1938
Ing. Josef Čižinský působil ve Škodových závodech, v roce 1920 převzal v Hodolanech u Olomouce vedení firmy „Kosmos, výroba kamen a železárny” (dříve Kosmos, Ofen und Eisenwerke) a v roce 1923 se podílel za pomoci olomoucké České banky Union na jejím akcionování. Na základě rozhodnutí ministerstva železnic byl Čižinský (ředitel továrny »Kosmos«) v roce 1928 jmenován členem olomoucké Železniční ředitelské rady ve skupině průmysl a hutnictví pro funkční období 1928–1932. Následně působil v Holoubkově jako ředitel akciové společnosti Zbirožské železárny Max Hopfengärtner, za kterou podepisoval v roce 1930 kartelovou smlouvu s velkou železářskou trojkou (Báňská a hutní společnost v Brně, Pražská železářská společnost v Praze a Vítkovické horní a hutní těžířstvo v Mor. Ostravě) a v lednu 1931 nastoupil jako nový ředitel do ústředního ředitelství Vítkovických železáren. V květnu 1931 byl zvolen jako ředitel Vítkovických železáren do správní rady Akciové společnosti pro hlubinné vrtání (dříve Fauck a Schenk) v Moravské Ostravě.
Kapitálová účast Živnobanky v Moravii, která spadala do jejího železářského koncernu, činila již v roce 1930 v akciích 495 000 Kč. V roce 1935 se jí podařilo do vedení podniku prosadit Josefa Čižinského, dosavadního ředitele z ústředí Vítkovických železáren, který převzal 50% akcií a byl jmenován generálním ředitelem železáren Moravia. Jeho zástupcem se stal Josef Krepl. Od Čižinského se očekávalo, že Moravii, která se v důsledku hospodářské krize dostala do těžkostí, zreorganizuje. Sídlo společnosti bylo převedeno z Brna do Mariánského Údolí.
Od příchodu ředitele Čižinského jako na slovo vzatého odborníka se očekává nová a lepší éra — tím spíše, že převzal značnou část akcií do vlastnictví, stav se tak členem správní rady, která mu svěřila naprosté rozhodování ve všem podnikání závodu. Jako dobrý Čech jistě učiní konec známé germanisaci českého živlu v Mariánském Údolí a Hlubočkách.
Moravský večerník, 09.05.1936
Železárny Moravia byly vesměs v německých rukách a zaměstnávaly také většinu německých dělníků. Zejména místní spolky Národní jednoty a Sokola si od českého vedení slibovaly posílení českého kapitálu a majoritní zaměstnanost českých dělníků a úředníků; v únoru 1936 byl J. Čižinský zvolen čestným předsedou výboru místní Národní jednoty v Mrsklesích, v květnu 1936 byl přijat olomouckým Sokolem za člena tenisového odboru a v květnu 1938 byl Čižinský mezi zakládajícími členy Národní jednoty východomoravské.
Odbor Národní jednoty v Mariánském Údolí sehraje v neděli 19. prosince v 8 hod. večer v závodní jídelně železáren Moravia operetu „Dva vojáci od muziky” od Rich. a Ady Branalda na novém jevišti.
Moravský večerník, 18.12.1937
Na začátku roku 1938 byl Ing. Josef Čižinský (generální ředitel akc. spol. Moravia) ministerstvem železnic opět jmenován členem olomoucké Železniční ředitelské rady, tentokrát pro období 1938–1942. Měsíc před podepsáním Mnichovské dohody se generální ředitel Čižinský s vedením Moravie dohodl na rozvázání pracovního poměru a na jeho místo byl jmenován dosavadní ředitel Dipl. obchodník Peter Robert.

## Říšská župa Východní Sudety
Po Mnichovské dohodě připadly obce Hluboček a Mariánské Údolí k odstoupeným územím, následně pak k Říšské župě Sudety. V návaznosti na zařazení železáren pod Velkoněmeckou říši převedla akciová společnost Homboker und Marienthaler Eisenwaren Industrie- und Handels A.-G. Moravia své sídlo z Olomouce (Protektorát) do Mariánského Údolí (Ostsudetenland) a prodejní centrála v Olomouci na náměstí Hermanna Göringa se stala odštěpným závodem, který se zabýval prodejem v Protektorátě Čechy a Morava. Ve Vídni (Ostmark, později Alpen- und Donau-Reichsgaue), kde měla společnost v letech 1867–1919 svou centrálu, zřídila od konce roku 1939 svou pobočku. V lednu 1940 proběhlo také zanesení nové pobočky ve Vídni do obchodního rejstříku.

### Vedení akciové společnosti Moravia 1939–1941
Od 10. února 1939 do 20. září 1939 řídil akciovou společnost komisař Dipl. obchodník Peter Robert z Liberce. Na zasedání správní rady dne 20. září 1939 bylo jmenováno představenstvo a podle usnesení z 29. června 1939 dozorčí rada. Stanovy akciové společnosti byly usnesením valné hromady ze dne 29. června 1939 revidovány a přizpůsobeny říšskému německému zákonu o akciových společnostech. Pokud správní rada sestávala z jedné osoby, zastupovala společnost tato osoba, pokud ale sestávala z několika osob, zastupovali ji dva členové správní rady nebo jeden člen správní rady a jeden prokurista. Základní jmění společnosti bylo převedeno na 1 560 000 RM. Jedna akcie měla hodnotu 48 RM. Největší počet akcií držely nyní rodiny Selb, Robert a Machanek.
| Představenstvo (Správní rada) | 1939–1940, 1940–1941 |
| ----------------------------- | --- |
| Předseda                      | Dipl. obchodník Peter Robert z Hlubočku, generální ředitel společnosti |
| Členové                       | Dipl. Ing. Karl Bayerle, ředitel v Mariánském Údolí; Carl Oswald Machanek, ředitel v Mariánském Údolí (toho času na frontě); Alois Österreicher, ředitel v Olomouci |
| Dozorčí rada                  | 1939–1940 |
| Předseda                      | Paul Selb, továrník z Brna |
| Místopředseda                 | Max Machanek, penzionovaný generální ředitel z Vídně |
| Členové                       | Dr. Hubert Baumann, člen představenstva Kreditanstalt der Deutschen z Liberce, Dr. Fritz Klob právník z Brna, Miroslav Kysela ředitel Živnostenské banky z Olomouce, Margarethe Machanek z Mariánského Údolí (manželka Carla Oswalda M.), zastoupení Maria von Arh (rozená Robert) z Prahy |
| Dozorčí rada                  | 1940–1941 |
| Předseda                      | Paul Selb, továrník z Brna |
| Místopředseda                 | Max Machanek, penzionovaný generální ředitel z Vídně |
| Členové                       | Dr. Hubert Baumann, člen představenstva Kreditanstalt der Deutschen z Liberce, Dr. Fritz Klob právník z Brna, Miroslav Kysela ředitel Živnostenské banky z Olomouce, Margarethe Machanek z Mariánského Údolí (manželka Carla Oswalda M.), Dipl. Ing. Alexei de Witt z Brna                 |

Zmocněnými zástupci (prokura) byli jmenováni Julius Marschall z Hlubočku, Josef Perko z Olomouce, Franz Demel z Hlubočku a Franz Prochazka z Mariánského Údolí. Další změna byla v obchodním rejstříku zaprotokolována 17. dubna 1940, kdy novými zmocněnci byli jmenováni Franz Bernt, úředník společnosti z Mariánského Údolí; Gustav Frank, úředník společnosti z Hlubočku; Franz Steuer, obchodník z Vídně, Reisnerstraße 2. Už 18. ledna 1940 bylo v obchodním rejstříku zaprotokolováno navýšení základního kapitálu na 1 625 000 RM (o 65 000 RM) a hodnota dosavadních 32 500 kusů akcií po 48 RM zvednuta na 50 RM.

### Sociální zabezpečení pracujících 1939–1940
Pro výstavbu sídliště (Hlubočky-Mrsklesy) společností „Heimstätte Sudetenland”, která dokončila hrubou stavbu 13 sídelních jednotek, poskytla Moravia stavební parcely, zaplatila potřebný stavební materiál a pro osazenstvo továren poskytla stavební půjčky. Závodní jídelny, které Moravia u obou továren vystavěla, byly stavebně rozšířeny a dohromady mohly obsloužit 800 strávníků. Stavební rozšíření probíhalo také u závodních dělnických ubytoven. Do všech továrních objektů byl zaveden rozhlas. Pro Deutsche Arbeitsfront (Německá pracovní fronta) zakoupila Moravia filmové zařízení pro zvukový film, finančně pomohla při zřizování mateřské školy a stanice zdravotních sester pod organizací NS-Volkswohlfahrt (Národně-socialistické lidové péče) a pro Kraft durch Freude (Síla z radosti, tedy Síla díky radosti) poskytovala zdarma lístky. Celkově činily její výdaje na sociální pojištění a podpory pro rodiny postižené válkou (Gefolgschaftsversicherung, Gefolgschaftshilfe) 223 695,83 RM.
Taktéž v následujícím roce měla být hlavním cílem vedení Moravie bytová výstavba. Za tímto účelem zřídilo vedení Moravie vlastní osidlovací společnost „Moravia, gemeinnützige Wohnungsbaugesellschaft m. b. H.” se sídlem v Olomouci, která ve Velké Bystřici započala se stavbou sídliště (s plánovanými 90 bytovými jednotkami). Stanovy schválilo ministerstva sociálních věcí v Praze. Ze sídliště (Hlubočky-Mrsklesy), které projektovala osidlovací společnost „Heimstätte Sudetenland”, bylo dokončeno 13 sídelních jednotek a 24 se jich nacházelo ve stavu hrubé stavby, přičemž 13 sídelních jednotek mělo být dokončeno v roce 1941. Nadle byly poskytovány finanční příplatky rodinám s odvedenými vojáky. Celkové výdaje na sociální pojištění a podpory pro rodiny postižené válkou (Gefolgschaftsversicherung, Gefolgschaftshilfe) v roce 1940/41 činily 12 085,73 RM.

### Válečná výroba 1939–1942
Německou hegemonii v českém hospodářství mělo posílit zapojování českých podniků do říšskoněmeckých kartelů. Pražský železářský kartel pro oblast „Velké Německo“ (Grossdeutschland) uzavřely v roce 1939: Moravia AS v Mariánském Údolí, hřebíkárna Bechert & Co. z Žatce (Drahtwerk, Drahtstifte- und Schraubenfabrik, Bechert & Co. in Saatz), řetězárny Česká Ves (Eisenindustrie A.-G., Böhmischdorf), hřebíkárna F. Heeg z Chomutova (F. Heeg, Komotau) a slévárna Jan Olbrich v Karlově (J. Olbrich jun. Karslsdorf).
V roce 1939 byla ukončena výroba nábytku z ohýbaných ocelových trubek MORA a výroba zámečnických výrobků. Postupně byla prováděna válečná racionalizace výroby. Během prvních válečných let Moravia stále ještě nabízela výrobky jako kamna, sporáky, kotle pro ústřední topení, hospodářské stroje, nýty, drátěné floky, speciální obuvnické hřebíky, vystužovače holínek a kotle na teplou vodu zn. Junkers. Velkoprodej zabíral především veškeré železářské zboží, kuchyňské, domácí a hospodářské náčiní, řemeslnické nářadí, ale také šicí stroje, jízdní kola, hračky, sportovní potřeby, atd. V průběhu roku 1940 byla v Olomouci zavedena výroba šroubů do dřeva a elektrotechnických součástek. S vestfálskou firmou „Alexanderwerk A. von der Nahmer AG” se sídlem ve městě Remscheid uzavřela Moravia smlouvu na výrobu kuchyňských strojků a podobného náčiní, takže tento sortiment od roku 1940 zajišťovaly na trhu namísto Moravie Alexanderwerke (Alexandrovy závody).
V roce 1942 zaměstnávala Moravia kolem 300 úředníků a 1 830 dělníků. V témže roce byl Moravii schválen již před válkou podaný patent na zapalovací zařízení pro hořáky plynových pečicích trub (přihlášen 7. 5. 1938) a patent na zařízení k ovládání hlavního plynového kohoutu u plynových sporáků (přihlášeno 2. 3. 1938). V roce 1942 byli generálními zmocněnci jmenováni Otta Sentner z Olomouce a Anton Liebisch z Mariánského Údolí, přičemž každý z nich zastupoval společnost s jedním členem představenstva.
Otto von Sentner byl úředník olomoucké pobočky banky Union, který se stal nuceným správcem (Treuhänder) židovských firem J.Buchbinder (majitel Hugo Karpfen, zemřel 17.9.1941 v Osvětimi), G. Karpfen (majitel Otto Karpfen, oběť holokaustu). Otto von Sentner podniky arizoval převedením do Moravie. Moravia arizovala také firmy Abel & Co, továrna na šrouby (Herbert Abel, transport Dm č. 4429), Feldschuh & Co - Elektrofona, továrna na slaboproudé a telefonní zařízení.

### Válečná výroba 1943–1945
Správní radu v roce 1943 tvořili: Dipl.-Kaufmann Peter Robert z Hlubočku, předseda; Dipl.-Ing. Karl Bayerle z Mariánského Údolí; Carl Oswald Machanek z Mariánského Údolí; Alois Oesterreicher z Olomouce. V dozorčí radě seděli: Paul Selb, továrník z Brna, předseda; Max Machanek, generální ředitel ve Vídni, místopředseda; Dr. Hubert Baumann, člen představenstva Kreditanstalt der Deutschen z Liberce; Dr. Fritz Klob, právník z Brna; Miroslav Kysela, ředitel Gewerbebank z Olomouce; Dipl.-Ing. Alexei de Witt z Brna. V červnu 1943 byl generálním zmocněncem jmenován Wilhelm Schöler z Mariánského Údolí.
Homboker- und Marienthaler Eisenwaren - Industrie- und Handels-Aktiengesellschaft MORAVIA

Zweigniederlassung Olmütz-Olomouc, Náměstí Hermanna Göringa č. 47, telefon: 1586
Bourání a zužitkování průmyslových zařízení, obchod se šrotem, litinou, užitkovým železem, stroji a kovy
Rozbíjecí zařízení – Olomouc VII. Dlážděná ulice 32
Velkoobchod se všemi druhy nového železa: nosníky, profily, páskovým, tyčovým, universálním železem – SKLAD: Olomouc-Hodolany, Dlážděná ulice čís. 32
Lidové noviny, 17.1.1943
Nedostatek dělníků, zejména z důvodu narukování na frontu, řešilo vedení Moravie zaměstnáváním válečných zajatců, kteří byli shromážděni v táboře na sever od závodu mezi železniční tratí a řekou Bystřicí. V dřevěných barácích tábora bylo později zřízeno odborného učiliště a v červenci 1943 obdržela Moravia od župního vedoucího DAF právo užívat za úspěchy v oblasti odborného vzdělávání označení: Betriebliches Leistungsertüchtigungswerk der Deutsche Arbeitsfront (Závod na zvyšování provozního výkonu Německé pracovní fronty).
Na podzim 1943 byl zřízen provoz v Olomouci-Hodolanech, kam byl v říjnu dosazen zmocněnec Eduard Hermann z Hodolan. Stav majetku k 31. prosinci 1943 sestával z 10 491,43 RM aktiv, obytné budovy měly hodnotu 575 000 RM, tovární budovy 1 300 000 RM, nezastavěné plochy byly vyčísleny hodnotou 112 434,23 RM, stroje a strojní zařízení 758 509,34 RM.
Carl Oswald Machanek (syn Ignáce Machanka, vnuk Maxe Maxhanka a pravnuk I. C. Machanka) válku přežil a zemřel 13. prosince 1978 v Rakousku v obci Scharnstein. Jeho manželka Margarethe Ernestine Rudolfine (rozená Rohrer * 16. srpna 1900 v Brně), s kterou se v Brně oženil 12. září 1922, zemřela 10. září 1944 při bombardování Vídně. Také Max Machanek (syn Maxe Machanka a vnuk I. C. Machanka) zemřel až po válce v r. 1958. Jeho manželka Emma zemřela v posledním válečném roce 9. ledna 1945 a je pochována na vídeňském hřbitově v Döblingu.

Marie Machanek, Karl a Fritz, v Unterweinbergu, Hochburg-Ach, okres Braunau am Inn,
hledají Genovevu Machanek se 7 dětmi z Horního Slezska, poslední místo pobytu Freiwaldau.
Oberösterreichische Nachrichten, 30. srpna 1945

## Národní podnik Moravia (1946–1994)
Továrny akciové společnosti byly po osvobození postaveny pod národní správu (p. Sedliský). Ještě v únoru 1946 zaměstnával podnik z celkového počtu asi 1 600 zaměstnanců většinu Němců. Po odsunu je měli nahradit mladí lidé (zejména z Valašska), u kterých se počítalo s tím, že obdrží po německých zaměstnancích rodinné domky se zahrádkami. V továrně vypomáhala také pracovní kolona odsouzených nacistů.
Po odsunu byli v Mariánském Údolí v závodě ponecháni 4 čeští úředníci (národní správce p. Sedliský, šéfinženýr p. Celý, šéf konstrukce p. Hnízdo a p. Miloš z propagace), na 1 700 německých zaměstnanců bylo odsunuto, přičemž ještě na podzim 1946 pracovalo v závodě hlavně kvůli nedostatku kvalifikovaných sil 55 německých dělníků a odborníků. Z 35 antifašistů, zaměstnaných u firmy Moravia v Hlubočkách, bylo vyňato šest osob, všichni ostatní byli odsunuti.
Národní podnik Moravia v Mariánském Údolí u Olomouce se zapojil úspěšně do dvouletky. Přes všechny potíže spojené se sněhovou kalamitou a zapracováním 1.700 nových zaměstnanců za odsunuté Němce, splnil podnik plán na leden a únor již 14. února a to tak, že v lednu pracoval o 40% a v únoru o 25% nad předpoklad.
ČTK, 05.03.1947
Významnou roli hrála vlastní internátní učňovská škola s divadelním sálem a jídelnou, kde se počítalo na jaře 1947 s ubytováním výpomocných učňů z Jugoslávie (bývalé montážní závody Moravie v Subotici). Chyběl hlavně úřednický personál, podnik neustále inzeroval, že přijme účetní, úředníky do nákupu a korespondentky (se znalostí angličtiny), skladníky a referenty. I když dosavadní vedení podniku tvrdilo, že nepolitizuje, nejvíce zpráv uveřejňovalo v listu Volné Slovo Československé strany národně socialistické. Po volbách v roce 1946 byl ředitelem závodu inž. Hlaváček, komerčním ředitelem p. Čelůstka.
Kovodělné závody Moravia v Mariánském Údolí u Olomouce byly znárodněny. Předmětem podnikání tohoto národního podniku je výroba a odbyt veškerých výrobků z litiny i jiných kovů, strojů a strojních zařízení, zvláště pak výroba kamen, sporáků a kuchyňských strojků. Pobočný závod firmy Moravia v Hlubočku vyráběl drátěnky (hřebíky) a texy (obuvnické potřeby) a je největším závodem toho druhu v Evropě.
Volné Slovo, 01.06.1946
Vyhláškou ministra průmyslu č. 1286 ze dne 7. března 1946 o znárodnění byl zřízen »Moravia, národní podnik«, Mariánské Údolí u Olomouce. Tehdy byl vytvořen z konfiskovaných železářských závodů: Moravia, Mariánské Údolí; Moravia, hřebíkárna, Hlubočky; Meurer-Prometheus, Děčín; Garms-Musgraves, Podmokly; Hasse Oskar, Dolní Ehrenberg u Rumburka; Mekisky & synové, Litovel. Prodejny se nacházely v Praze: GARMS, v Praze II, Nekázanka čp. 5 a MORA EROS, v Praze I, Revoluční čp. 23.
Železářský národní podnik Moravia vyráběl sporáky na koks značky FAVORIT, stáložárná kamna značky MORA, stáložárná pokojová kamna na uhlí a koks značky Musgraves, uhelné sporáky, plynové sporáky, plynové vařiče, plynové pečicí trouby, plynové radiátory, velkokuchyňské plynové zařízení, kombinované sporáky na plyn a uhlí, průtokové ohřívače vody pro koupelny a kuchyně značky Junkers (Junkers & Co. GmbH, Gasgeräte).
MORAVIA ŽELEZÁRNY- MARIÁNSKÉ ÚDOLÍ U OLOMOUCE NÁRODNÍ PODNIK dodává pro tuzemsko i export ze závodů:

Mariánské Údolí: odlitky ze šedé litiny, smaltovaná kamna, sporáky, plynové sporáky, plynové vařiče, plynová kamna, plynové sporáky na tekutý plyn, průtokové ohřívače, žehličky, kuchyňské strojky a plynové ledničky značky MORA,
Hlubočky: drát, stavební drátěnky, obuvnické furnitury, tacksy drátěné i plechové, podkovice, špičky,
Děčín: plynové velkokuchyně, radiátory a ostatní plynové spotřebiče značky PROMÉTHEUS,
Podmokly: kamna MUSGRAVES,
Litovel: kouřové roury, kouřová kolena, rýče, lopaty a pečicí trouby,
Dolní Ehrenberg u Rumburku: kuchyňské váhy, kráječe chleba.
PRODEJNY: PRAHA II NEKÁZANKA 5, OLOMOUC RUDÉ NÁMĚSTÍ 47, BRATISLAVA VENTÚRSKÁ 9
Svobodné noviny, 21.2.1947

### Sídliště národního podniku Moravia (Sokolovo)
Stavební dvouletka Moravie (spojená s obnovou a posílením hutního, chemického a strojního průmyslu) sestávala z plánované výstavby dělnické kolonie se 100 rodinnými domky a několika činžovních domů. V roce 1947 mělo být dokončeno 57 rodinných domů a k tomu 40 bytových jednotek v činžovních domech. Do léta 1947 se nakonec podařil dokončit hrubou stavbu 10 rodinných domků. Stavbu podobných domků si žádalo i dělnictvo továrny na hřebíky v Hlubočkách, přičemž měla do obce dorazit komise Osidlovacího referátu ministerstva zemědělství, které by následně rozhodlo o udělení konfiskovaných pozemků. Sídliště v Mariánském údolí bylo dokončeno až kolem roku 1955 a neslo název „Sokolovo” (s mnohými odchylkami od architektonického návrhu). Sídliště v Hlubočku, budované až v 70. letech neslo název „Dukla”.
Sídliště národního podniku MORAVIA v Mariánském údolí z typizovaných zděných domků navrhli architekti Karel Koželka — Antonín Kropáček a vlastní stavbu provádělo stavební družstvo „Morastav“ z Mariánského Údolí. Pro sídliště byly vybrány pozemky továrny a pozemkové konfiskáty na jihovýchodním svahu údolí. V předem uspořádané anketě se zaměstnanci podniku ve valné většině vyslovili pro volně stojící rodinný domek. Domky byly vystavěny ve svahu a svou delší obytnou části orientovány směrem na jih. K sídlišti vedla nová silnice široká 8 metrů, dále pak spojovací cesty s chodníky o šířce 5 metrů. Domky nebyly až na své hospodářské dvorky oplocené a byly zakomponovány do krajiny. Rozvodná síť elektřiny byla architekty navržena podpovrchově. Vodovod pro celé údolí vedl od pramenů v kopcích a byl opatřen filtračními jímkami. Kanalizace s čisticí stanicí měla přepad do říčky Bystřice.
Typový domek: Obvodové zdivo cihelné, 45 cm silné. Krov z dřevěných nosníků průchodný na sušení prádla. Krytina eternit. Okna zdvojená, dveře překližované. Podlahy v obytných místnostech palubové, kuchyně guma, koupelna a předsíň šamot. Domek zčásti podsklepen. Etážové topení teplovodní ze sporáku v kuchyni. Kuchyňský sporák mimo etážového topení kombinován s elektrickým sporákem. Teplou vodu v létě ohřívá elektrický ohřívač. V koupelně umístěna elektrická pračka. Až bude sídliště dobudováno, bude zřízena ústřední prádelna. Domky budou zařízeny typovým nábytkem, provedeným z překližovaného dřeva, dýhovaným dubem, jilmem a modřínem. Kuchyně lakovaná. Stavební náklad včetně řemeslných práci a etážového topení mimo úprav půdy a vnější přípojky vodovodní, kanalisační a elektrické 240.000 Kčs. Vnitřní zařízení obýv. pokoje, ložnice, pokoje dětí, předsíně a kuchyně včetně čalounění 58.000 Kčs.
Architektura ČSR 1948
Nájemné činžovní dvojdomy družstva Morastav navrhoval architekt Jaroslav Plemeník. Z jeho návrhu byly postaveny dva. Se stavbou se započalo již během dvouletky. Domy byly taktéž situovány obytným průčelím k jižní straně. Vzhledem k svažitému terénu se počítalo se zvýšeným přízemím, přičemž potravinové sklípky byly umístěny pod terénem, na této severní straně pak architekt J. Plemeník situoval sklep pro kotelnu se čtyřmi násypnými otvory. V suterénu se kromě bytu pro domovníka-topiče-zahradníka a kotelny nacházely společné hospodářské místností: sklad pro kočárky, saně a lyže, družstevní prádelna, přístupné z hospodářského vstupu — chodby spojené se schodištěm. Byt domovníka měl dvě ložnice a obytný pokoj.
Bytové jednotky měly mít směrem k jihu obytnou místnost, ložnicí rodičů a pokoj dětí. Balkony běžely po celé šířce oken, na sever pak kuchyň-pracovnu a ostatní příslušenství. Předsíň byla řešena jako šatna a byla proto přístupná z obou ložnic. Kuchyň-pracovna se zabudovaným nábytkem a zabudovanou absorpční ledničkou MORA měla být od pokoje dětí oddělena zasklenou stěnou nebo rozsunovacími či kývavými dveřmi. Obytný pokoj se členil na část obytnou s dveřmi na balkon a jídelní část přístupnou z kuchyně a předsíně. Šatna-předsíň, ložnice rodičů a pokoj dětí byly vytvořeny předělením šatními stěnami kombinovanými dveřmi a byly spojené s balkonem. Podlahy v obytných místnostech měly být vlýskové, v ložnicích palubkové - mořené a leštěné (voskované), v komoře a spíži z červeného cementu, v koupelně a WC kameninová dlažba, na schodišti a ostatních společných prostorách teraco.

### Národní podnik Moravia po únoru 1948
Po znárodnění dalších podniků v roce 1948 seskupoval národní podnik MORAVIA závody:
- MORAVIA — Mariánské Údolí
- MORAVIA — Hlubočky
- OSKAR HAASE — Dolní Křečany
- CHRISTIAN GARMS — Podmokly (MUSGRAVES)[177]
- G. MEURER (Eisenwerk) — Děčín
- JOSEF PORKERT — Skuhrov nad Bělou[178]
- MEKISKA & SYNOVÉ — Litovel (Carl Mekiska, synové Fritz a Carl)[179]
- JOSEF HÜBNER — Pilníkov (slévárna a továrna na kovové zboží)[180]
- VULKANIA, moravská továrna uměleckých předmětů kovových a jiných (dříve Theodor Dostál) — Prostějov[181]
- DOLEŽAL A TĚHNÍK, továrna na železné zboží — Prostějov[182]
- BRATŘI WILHELMOVÉ — Prostějov[183] (od r. 1975 Topas Prostějov, s. p.)[184]
- FR. ŠMOLÍK — Příbram (dříve Strojírna a slévárna J. Tittelbacha)[185]
- K. MACHÁČEK — KARMA — Praha — Český Brod a prodejny MORAVIA se nacházely: v Praze II na Nekázance 5 a v Olomouci na nám. Rudé armády 47.[186]
- Jan Heyl, strojírna Vyhnánov byla přiřazena národnímu podniku MORAVIA až po národní správě firmy Drátovny a šroubárny, národní podnik Vamberk, posléze Zbrojovkou Brno, závodem ve Skuhrově nad Bělou.[187]

Podnik postupně začal vyrábět i lednice (od roku 1948) a závěsné plynové kotle. V roce 1951 se oddělil závod pro letecký průmysl, společnost „Mora Aerospace” (v roce 2002 ji odkoupil americký výrobce leteckých motorů Honeywell). V roce 1958 Mora vyrobila svou první plynovou pračku pod názvem Morette.
Také rodinné sídlo na levém břehu Bystřice v Hlubočkách tzv. vila Machanek z konce 19. století prošlo poúnorovým procesem. Do vily byla umístěna mateřská škola a zdravotní středisko, s čím se pojily stavební úpravy jako změna vnitřních dispozic, vestavby příček, vybourávání oken, rušení schodišť, v exteriéru otlučení zdobných prvků, štítových vížek a obelisků, zrušení terasy, odstranění štuku fasády, nahrazení původní břidlicové střešní krytiny, odstranění zimní zahrady a nakonec i zánik zahrady.

## Mora Moravia s.r.o.
V roce 1994 byla společnost privatizována. Fond Czech & Slovak Investment Corporation (CZIC), který je spravován mezinárodní investiční bankou Flemings se sídlem v Londýně, působil na přímé kapitálové investice v České republice a na Slovensku již od roku 1993 a v roce 1998 vstoupil do akciové společnosti Mora Moravia. Druhá polovina společnosti zůstala ve vlastnictví managementu firmy. Základní jmění Mora Moravia dosahovalo výše 50 040 tisíc korun.
Generální ředitel Mory Vojtěch Vlček uvedl, že vedení firmy má připraveny nové výrobní programy. Kromě varné techniky vyráběla Mora Moravia například plynové průtokové ohřívače vody či titanové komponenty pro závodní kola. Mora v roce 1997 učinila nárůst čistého zisku z 5,3 miliónu korun v roce 1996 na 16,1 miliónu korun. Tržby společnosti za prodej vlastních výrobků a služeb činily v roce 1997 2,35 miliardy korun oproti 2,187 miliardy korun v roce 1996. Od roku 2005 se stala Mora Moravia členem skupiny Gorenje. Výrobky dodává do mnoha států Evropy.